# Ernest Ellis Clark
Ernest Ellis Clark (1869? – 1932) fou un artista nascut a Derby que treballà per la Royal Crown Derby. Tres de les seves pintures es troben exposades al Derby Museum and Art Gallery.

## Biografia

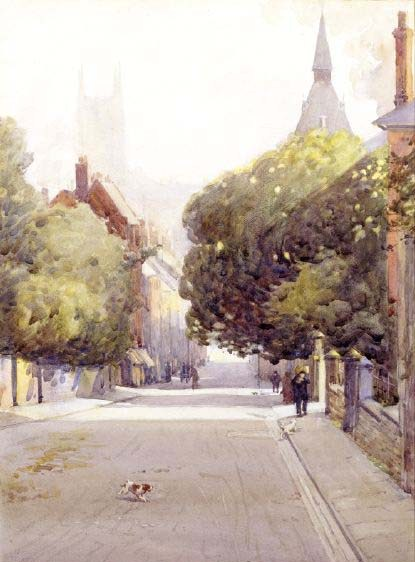
Green Street, Derby

Clark va néixer a Derby i, després d'estudiar art, va començar a treballar a la Royal Crown Derby i va anar evolucionant per finalment esdevenir un instructor d'art i, més tard, un mestre d'art al Derby College of Art. Va guanyar molts premis, incloent-hi una Medalla de plata nacional en ornamentació i disseny. En els seus quaranta va servir a la Royal Field Artillery durant la Primera Guerra Mundial. El seu únic llibre fou una guia pels seus estudiants sobre dissenys basats en motius florals: en aquest hi mostrava els dissenys però no mostrava pas com fer decoracions a partir d'ells. Clark deia "...no es pot dir massa sovint als estudiants que l'única manera correcta per ells és fer els seus estudis directament a partir de la naturalesa". Tres de les seves pintures es troben exposades al Derby Museum and Art Gallery després que fossin cedides per Alfred E. Goodey. El quadre de Green Street mostra el carrer abans que hi fos construït l'Hippodrome Theatre a l'esquerra, i a la dreta s'hi mostra el College of Art, on Clark treballava.
Clark va morir a l'edat de 63 anys a Derby l'any 1932. Els seus treballs van esdevenir lliures de drets el 2002, setanta anys després.